# Daniel Oren
Pour les articles homonymes, voir Oren.
Daniel Oren est un chef d'orchestre israélien né en 1955.

## Biographie
Né à Tel-Aviv en 1955, Daniel Oren effectue des études musicales complètes (piano, violoncelle, chant, harmonie). À l'âge de 13 ans, il est choisi par Leonard Bernstein pour chanter le rôle du garçon soliste de Chichester Psalms. Il poursuit ses études de direction d'orchestre en Allemagne et collabore avec les chefs d'orchestre Herbert von Karajan et Franco Ferrara. Il remporte d'ailleurs en 1975 le premier concours de direction d'orchestre Herbert von Karajan.
Sa carrière se développe alors rapidement dans le monde de l'opéra, aux États-Unis notamment. Il fait ses débuts en 1984 dans les Arènes de Vérone en dirigeant Tosca de Puccini avec Shirley Verrett, Giacomo Aragall et Ingvar Wixell. Il inaugure en décembre 1994 le nouvel opéra d'Israël avec Nabucco de Verdi. Il dirige en 1995 La Bohème de Puccini au Teatro Regio (Turin) avec Mirella Freni, Luciano Pavarotti et Nicolaï Ghiaurov. En février 1996 Fédora de Umberto Giordano avec Mirella Freni au Teatro Comunale de Bologne, puis Manon de Massenet à l'Opéra de Vienne (cette même production sera reprise plusieurs années de suite). Puis il ouvre la saison des Arènes de Vérone avec Carmen de Bizet suivie d'un concert qui célèbre à Tel-Aviv les 3 000 ans de la ville de Jérusalem avec Deborah Voigt, Agnes Baltsa, Roberto Alagna, Leo Nucci, et Ferruccio Furlanetto. En septembre de cette même année, il dirige une nouvelle production d'Otello à Chypre avec Katia Ricciarelli, Giuseppe Giacomini et Renato Bruson puis Madame Butterfly de Puccini au Théâtre Communal de Florence, enfin Tosca au Teatro San Carlo de Naples avec Luciano Pavarotti.
Les ouvrages dirigés dans les grandes maisons lyriques se succèdent : Carmen, Roméo et Juliette, Rigoletto, Tosca au Metropolitan Opera de New-York, Andrea Chénier au Théâtre Carlo-Felice de Gènes, Adriana Lecouvreur au Teatro dell'Opera di Roma, Manon, Otello, Werther et Nabucco au Teatro Verdi de Trieste (dont il a été le directeur musical), Le Trouvère au Teatro Massimo Vittorio Emanuele de Palerme, Aida, Nabucco et Turandot aux Arènes de Vérone, Manon Lescaut, Madame Butterfly et La sonnambula au Teatro comunale (Florence), Carmen et Rigoletto au Royal Opera House de Covent Garden à Londres, Nabucco, La Bohème et La Juive à l'Opéra de Tel-Aviv, Andrea Chénier, Falstaff et La Bohème à l'Opéra-Bastille de Paris. Il revient en 2011 au Festival d'opéra de Masada avec Aida, puis en 2012 avec Don Juan mis en scène par Franco Zeffirelli. Il est directeur artistique du Teatro Verdi de Salerne depuis 2007. Il a fait ses débuts à La Scala de Milan en 2018 en dirigeant Aida dans une production célébrant le 95e anniversaire de Franco Zeffirelli.
Il a donné en 2015 avec l'orchestre philharmonique de Salerne et le chœur du diocèse de Rome un grand concert de charité devant 6 000 personnes dans la salle d'audience Paul VI du Vatican. Ce concert était dédié aux pauvres et aux migrants en présence du Pape François.

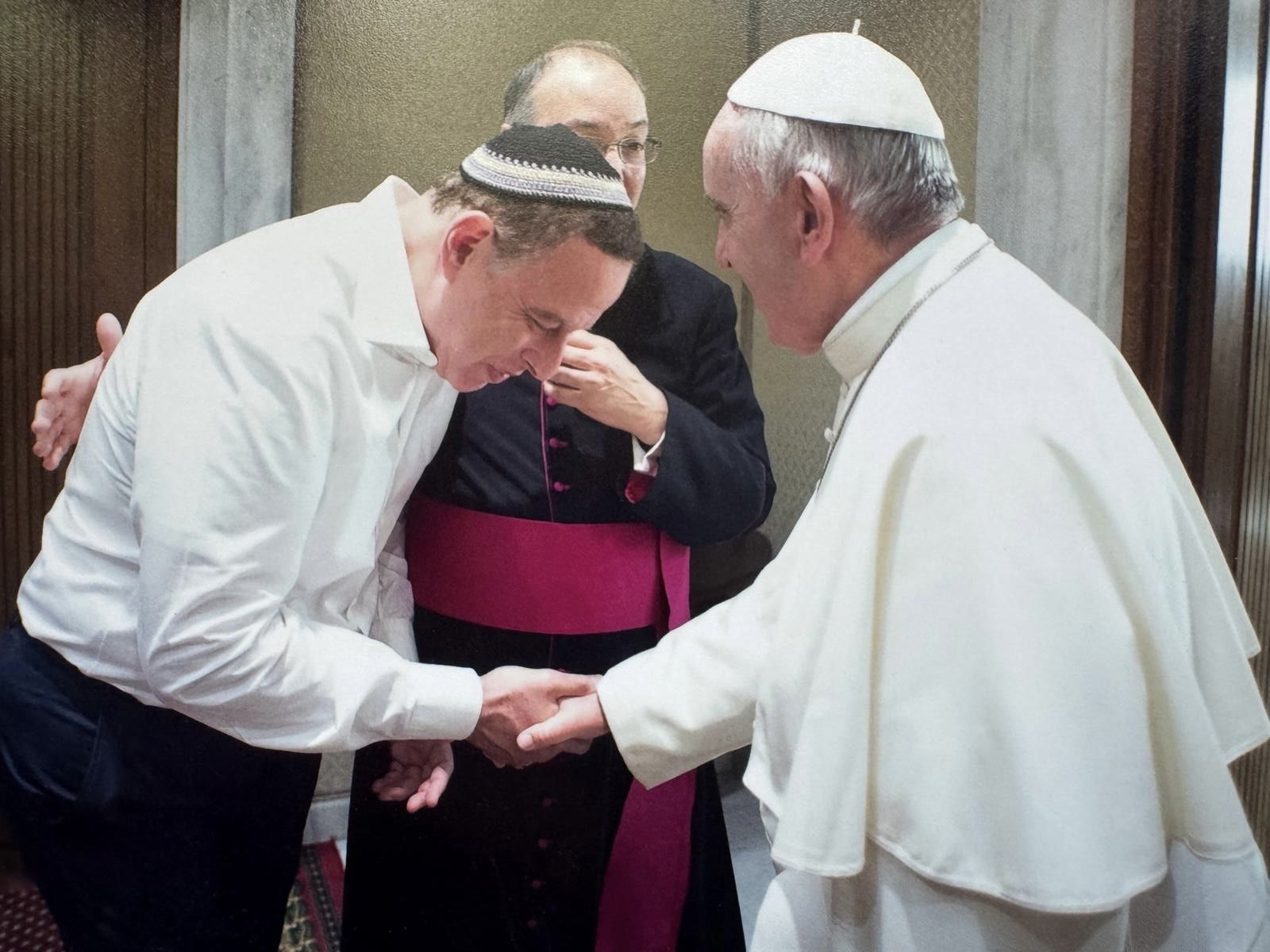
Daniel Oren et le Pape François après le concert pour les oeuvres caritatives du souverain pontife

## Enregistrements
- Aida de Giuseppe Verdi, avec Hui He, Marco Berti, Andrea Ulbrich, Ambrogio Maestri. Orchestra e coro dell'Arena di Verona. Direction Daniel Oren. DVD Unitel Classica 2012
- Bel Canto Spectacular, avec Juan Diego Flórez. Orquestra de la Comunitat Valenciana, direction Daniel Oren. Disque Decca (2008)
- Don Carlo de Giuseppe Verdi, avec Michele Pertusi, José Bros, Vladimir Stoyanov, Ievgen Orlov, Serena Farnocchia, Marianne Cornetti. Coro del Teatro Rgio di Parma. Filarmonica Arturo Toscanini. Direction Daniel Oren. DVD Dynamic
- Il Trovatore de Giuseppe Verdi, avec Alessandro Spina, Marco Caria, Piero Pretti, Anna Pirozzi, Enkelejda Shkosa. Mise en scène Francisco Negrin. Direction Daniel Oren.
- Les Pêcheurs de Perles de Georges Bizet, avec Désirée Rancatore, Celso Albelo, Luca Grassi, Alastair Miles. Chœur et Orchestre Philharmonique Giuseppe Verdi de Salerne. Direction Daniel Oren. CD Brilliant Classics (Références 94434)[18]
- Lucia di Lammermoor de Gaetano Donizetti, avec Diana Damrau, Charles Castronovo, Ludovic Tézier, Kwangchul Youn. Mise en scène Katie Mitchell. Orchestra and Chorus of the Royal Opera House. Direction Daniel Oren. DVD Erato 2016[19]
- Nabucco de Giuseppe Verdi, avec Renato Bruson, Ferruccio Furlanetto, Maria Guleghina. Orchestre symphonique de Tokyo, direction Daniel Oren. Enregistrement en 1999 aux Arènes de Vérone. CD Naïve
- Nabucco de Giuseppe Verdi, avec Ambrogio Maestri, Andrea Gruber, Paata Burchuladze. Coro del Teatro Municipale di Piacenza. Orchestra della Fondazione Arturo Toscanini. Direction Daniel Oren. DVD Art Haus Musik
- Nabucco de Giuseppe Verdi, avec George Gagnidze, Susanna Branchini, Rafał Siwek, Nino Surguladze, Rubens Pelizzai. Mise en scène Arnaud Bernard. Arena di Verona Orchestra and Chorus, direction Daniel Oren. DVD Bel Air 2017
- Madame Butterfly de Giacomo Puccini, avec Fiorenza Cedolins, Marcello Giordani, Juan Pons. Mise en scène de Franco Zeffirelli. Orchestra and Chorus of the Arena di Verona, direction Daniel Oren. DVD Art Haus Musik[20]
- Robert le Diable de Giacomo Meyerbeer, avec Bryan Hymel, Carmen Giannattasio, Patrizia Ciofi, Alastair Miles. Coro del Teatro dell Opera di Salerno. Symphonic Orchestra of the Teatro Verdi di Salerno. Direction Daniel Oren. CD Brilliant Opera Collection
- The Verdi Tenor, avec Marcelle Alvarez. Coro e Orchestra Sinfonica di Milano Giuseppe Verdi. Direction Daniel Oren. Disque Decca 2009.
- Tosca de Giacomo Puccini, avec Éva Marton, Giacomo Aragall, Ingvar Wixell. Direction Daniel Oren. Enregistrement live aux Arènes de Vérone. DVD Warner
- Tosca de Giacomo Puccini, avec Raina Kabaivanska, Luciano Pavarotti, Ingvar Wixell. Orchestra and Chorus of the Rome Opera House, direction Daniel Oren. Disque RCA Victor Red Seal (Références : 09026 61807-2)